# Grande Prêmio dos Países Baixos
O Grande Prêmio dos Países Baixos, também conhecido como Grande Prêmio da Holanda, é um evento automobilístico da Fórmula 1 que foi disputado entre 1952 e 1985 com três interrupções: 1954, 1956-1957 e 1972. Em maio de 2019, foi oficialmente anunciado o retorno da prova na temporada de 2020, mas foi cancelado devido à pandemia de COVID-19. Com isso, o evento retornou ao calendário da Fórmula 1 somente em  2021.

## Grande Prêmio dos Países Baixos
O fundo rosa indica que a prova não fez parte do Mundial de Fórmula 1.

### Vencedores por ano
| Ano     | Piloto                                                 | Construtor                                             | Local                                                  | Resumo                                                 |                                                        |
| ------- | ------------------------------------------------------ | ------------------------------------------------------ | ------------------------------------------------------ | ------------------------------------------------------ | ------------------------------------------------------ |
| 1948    | Príncipe Bira                                          | Maserati                                               | Zandvoort                                              | Detalhes                                               |                                                        |
| 1949    | Luigi Villoresi                                        | Ferrari                                                | Zandvoort                                              | Detalhes                                               |                                                        |
| 1950    | Louis Rosier                                           | Talbot-Lago                                            | Zandvoort                                              | Detalhes                                               |                                                        |
| 1951    | Louis Rosier                                           | Talbot-Lago                                            | Zandvoort                                              | Detalhes                                               |                                                        |
| 1952    | Alberto Ascari                                         | Ferrari                                                | Zandvoort                                              | Detalhes                                               |                                                        |
| 1953    | Alberto Ascari                                         | Ferrari                                                | Zandvoort                                              | Detalhes                                               |                                                        |
| -       | Não realizado em 1954                                  | Não realizado em 1954                                  | Não realizado em 1954                                  | Não realizado em 1954                                  | Não realizado em 1954                                  |
| 1955    | Juan Manuel Fangio                                     | Mercedes                                               | Zandvoort                                              | Detalhes                                               |                                                        |
| -       | Não realizado em 1956                                  | Não realizado em 1956                                  | Não realizado em 1956                                  | Não realizado em 1956                                  | Não realizado em 1956                                  |
| -       | Não realizado em 1957 em consequência da Crise de Suez | Não realizado em 1957 em consequência da Crise de Suez | Não realizado em 1957 em consequência da Crise de Suez | Não realizado em 1957 em consequência da Crise de Suez | Não realizado em 1957 em consequência da Crise de Suez |
| 1958    | Stirling Moss                                          | Vanwall                                                | Zandvoort                                              | Detalhes                                               |                                                        |
| 1959    | Jo Bonnier                                             | BRM                                                    | Zandvoort                                              | Detalhes                                               |                                                        |
| 1960    | Jack Brabham                                           | Cooper-Climax                                          | Zandvoort                                              | Detalhes                                               |                                                        |
| 1961    | Wolfgang von Trips                                     | Ferrari                                                | Zandvoort                                              | Detalhes                                               |                                                        |
| 1962    | Graham Hill                                            | BRM                                                    | Zandvoort                                              | Detalhes                                               |                                                        |
| 1963    | Jim Clark                                              | Team Lotus-Climax                                      | Zandvoort                                              | Detalhes                                               |                                                        |
| 1964    | Jim Clark                                              | Team Lotus-Climax                                      | Zandvoort                                              | Detalhes                                               |                                                        |
| 1965    | Jim Clark                                              | Team Lotus-Climax                                      | Zandvoort                                              | Detalhes                                               |                                                        |
| 1966    | Jack Brabham                                           | Brabham-Repco                                          | Zandvoort                                              | Detalhes                                               |                                                        |
| 1967    | Jim Clark                                              | Team Lotus-Ford                                        | Zandvoort                                              | Detalhes                                               |                                                        |
| 1968    | Jackie Stewart                                         | Matra-Ford                                             | Zandvoort                                              | Detalhes                                               |                                                        |
| 1969    | Jackie Stewart                                         | Matra-Ford                                             | Zandvoort                                              | Detalhes                                               |                                                        |
| 1970    | Jochen Rindt                                           | Team Lotus-Ford                                        | Zandvoort                                              | Detalhes                                               |                                                        |
| 1971    | Jacky Ickx                                             | Ferrari                                                | Zandvoort                                              | Detalhes                                               |                                                        |
| -       | Não realizado em 1972                                  | Não realizado em 1972                                  | Não realizado em 1972                                  | Não realizado em 1972                                  | Não realizado em 1972                                  |
| 1973    | Jackie Stewart                                         | Tyrrell-Ford                                           | Zandvoort                                              | Detalhes                                               |                                                        |
| 1974    | Niki Lauda                                             | Ferrari                                                | Zandvoort                                              | Detalhes                                               |                                                        |
| 1975    | James Hunt                                             | Hesketh-Ford                                           | Zandvoort                                              | Detalhes                                               |                                                        |
| 1976    | James Hunt                                             | McLaren-Ford                                           | Zandvoort                                              | Detalhes                                               |                                                        |
| 1977    | Niki Lauda                                             | Ferrari                                                | Zandvoort                                              | Detalhes                                               |                                                        |
| 1978    | Mario Andretti                                         | Team Lotus-Ford                                        | Zandvoort                                              | Detalhes                                               |                                                        |
| 1979    | Alan Jones                                             | Williams-Ford                                          | Zandvoort                                              | Detalhes                                               |                                                        |
| 1980    | Nelson Piquet                                          | Brabham-Ford                                           | Zandvoort                                              | Detalhes                                               |                                                        |
| 1981    | Alain Prost                                            | Renault                                                | Zandvoort                                              | Detalhes                                               |                                                        |
| 1982    | Didier Pironi                                          | Ferrari                                                | Zandvoort                                              | Detalhes                                               |                                                        |
| 1983    | René Arnoux                                            | Ferrari                                                | Zandvoort                                              | Detalhes                                               |                                                        |
| 1984    | Alain Prost                                            | McLaren-TAG/Porsche                                    | Zandvoort                                              | Detalhes                                               |                                                        |
| 1985    | Niki Lauda                                             | McLaren-TAG/Porsche                                    | Zandvoort                                              | Detalhes                                               |                                                        |
| -       | Fora do calendário entre 1986 e 2019                   | Fora do calendário entre 1986 e 2019                   | Fora do calendário entre 1986 e 2019                   | Fora do calendário entre 1986 e 2019                   | Fora do calendário entre 1986 e 2019                   |
| 2020    | Cancelado devido à Pandemia de COVID-19                | Cancelado devido à Pandemia de COVID-19                | Cancelado devido à Pandemia de COVID-19                | Cancelado devido à Pandemia de COVID-19                | Cancelado devido à Pandemia de COVID-19                |
| 2021    | Max Verstappen                                         | Red Bull Racing-Honda                                  | Zandvoort                                              | Detalhes                                               |                                                        |
| 2022    | Max Verstappen                                         | Red Bull Racing-Powertrains                            | Zandvoort                                              | Detalhes                                               |                                                        |
| 2023    | Max Verstappen                                         | Red Bull Racing-Honda/RBPT                             | Zandvoort                                              | Detalhes                                               |                                                        |
| 2024    | Lando Norris                                           | McLaren-Mercedes                                       | Zandvoort                                              | Detalhes                                               |                                                        |
| Fontes: |                                                        |                                                        |                                                        |                                                        |                                                        |

### Vitórias por piloto
| Total   | Piloto             | Vitórias               |
| ------- | ------------------ | ---------------------- |
| 4       | Jim Clark          | 1963, 1964, 1965, 1967 |
| 3       | Jackie Stewart     | 1968, 1969, 1973       |
| 3       | Niki Lauda         | 1974, 1977, 1985       |
| 3       | Max Verstappen     | 2021, 2022, 2023       |
| 2       | Louis Rosier       | 1950, 1951             |
| 2       | Alberto Ascari     | 1952, 1953             |
| 2       | Jack Brabham       | 1960, 1966             |
| 2       | James Hunt         | 1975, 1976             |
| 2       | Alain Prost        | 1981, 1984             |
| 1       | Príncipe Bira      | 1948                   |
| 1       | Luigi Villoresi    | 1949                   |
| 1       | Juan Manuel Fangio | 1955                   |
| 1       | Stirling Moss      | 1958                   |
| 1       | Jo Bonnier         | 1959                   |
| 1       | Wolfgang Von Trips | 1961                   |
| 1       | Graham Hill        | 1962                   |
| 1       | Jochen Rindt       | 1970                   |
| 1       | Jacky Ickx         | 1971                   |
| 1       | Mario Andretti     | 1978                   |
| 1       | Alan Jones         | 1979                   |
| 1       | Nelson Piquet      | 1980                   |
| 1       | Didier Pironi      | 1982                   |
| 1       | René Arnoux        | 1983                   |
| 1       | Lando Norris       | 2024                   |
| Fontes: |                    |                        |

### Vitórias por equipe
| Total | Equipe          | Vitórias                                             |
| ----- | --------------- | ---------------------------------------------------- |
| 9     | Ferrari         | 1948, 1952, 1953, 1961, 1971, 1974, 1977, 1982, 1983 |
| 6     | Team Lotus      | 1963, 1964, 1965, 1967, 1970, 1978                   |
| 4     | McLaren         | 1976, 1984, 1985, 2024                               |
| 3     | Red Bull Racing | 2021, 2022, 2023                                     |
| 2     | Talbot-Lago     | 1950, 1951                                           |
| 2     | BRM             | 1959, 1962                                           |
| 2     | Matra           | 1968, 1969                                           |
| 2     | Brabham         | 1966, 1980                                           |
| 1     | Maserati        | 1948                                                 |
| 1     | Mercedes        | 1955                                                 |
| 1     | Vanwall         | 1958                                                 |
| 1     | Cooper          | 1960                                                 |
| 1     | Tyrrell         | 1973                                                 |
| 1     | Hesketh         | 1975                                                 |
| 1     | Williams        | 1979                                                 |
| 1     | Renault         | 1981                                                 |
| 1     | Fontes:         |                                                      |

### Vitórias por país
| Total   | País           | Vitórias                                                               |
| ------- | -------------- | ---------------------------------------------------------------------- |
| 12      | Reino Unido    | 1958, 1962, 1963, 1964, 1965, 1967, 1968, 1969, 1973, 1975, 1976, 2024 |
| 6       | França         | 1949, 1950, 1981, 1982, 1983, 1984                                     |
| 4       | Áustria        | 1970, 1974, 1977, 1985                                                 |
| 3       | Austrália      | 1960, 1966, 1979                                                       |
| 3       | Itália         | 1949, 1952, 1953                                                       |
| 3       | Países Baixos  | 2021, 2022, 2023                                                       |
| 1       | Tailândia      | 1948                                                                   |
| 1       | Argentina      | 1955                                                                   |
| 1       | Suécia         | 1959                                                                   |
| 1       | Alemanha       | 1961                                                                   |
| 1       | Bélgica        | 1971                                                                   |
| 1       | Estados Unidos | 1978                                                                   |
| 1       | Brasil         | 1980                                                                   |
| Fontes: |                |                                                                        |

### Recordes de pista
|                       |                |                        |          |          |      |
| Zandvoort             | País/Piloto    | Construtor             | Tempo    | Extensão | Ano  |
| Pole position         | Max Verstappen | Red Bull Racing-[Honda | 1:08.885 | 4.252 km | 2021 |
| Melhor volta na prova | Lewis Hamilton | Mercedes               | 1:11.097 | 4.252 km | 2021 |
| Fontes:               |                |                        |          |          |      |